# Marie-Christine Adam
Marie-Christine Adam (24 settembre 1950) è un'attrice francese.

## Filmografia parziale

### Cinema
- Impossible... pas français, regia di Robert Lamoureux (1974)
- Amour braque - Amore balordo (L'amour braque), regia di Andrzej Zulawski (1985)
- Elles n'oublient jamais, regia di Christopher Frank (1994)
- French Kiss, regia di Lawrence Kasdan (1995)
- Les trois frères, regia di Didier Bourdon e Bernard Campan (1995)
- Fantôme avec chauffeur, regia di Gérard Oury (1996)
- Delphine 1, Yvan 0, regia di Dominique Farrugia (1996)
- Comme des rois, regia di François Velle (1997)
- Le clone, regia di Fabio Conversi (1998)
- Les parasites, regia di Philippe de Chauveron (1999)
- Trafic d'influence, regia di Dominique Farrugia (1999)
- La débandade, regia di Claude Berri (1999)
- Actors (Les acteurs), regia di Bertrand Blier (2000)
- La vérité si je mens! 2, regia di Thomas Gilou (2001)
- 7 ans de mariage, regia di Didier Bourdon (2003)
- Le Divorce - Americane a Parigi (Le divorce), regia di James Ivory (2003)
- Je reste!, regia di Diane Kurys (2003)
- L'un reste, l'autre part, regia di Claude Berri (2005)
- Au suivant!, regia di Jeanne Biras (2005)
- Guide de la petite vengeance, regia di Jean-François Pouliot (2006)
- Ti va di pagare? - Priceless (Hors de prix), regia di Pierre Salvadori (2006)
- Disco, regia di Fabien Onteniente (2008)
- Deux jours à tuer, regia di Jean Becker (2008)
- Erreur de la banque en votre faveur, regia di Gérard Bitton e Michel Munz (2009)
- Neuilly sa mère!, regia di Gabriel Julien-Laferrière (2009)
- Per sfortuna che ci sei (La chance de ma vie), regia di Nicolas Cuche (2010)
- La vie d'une autre, regia di Sylvie Testud (2012)
- Paris-Manhattan, regia di Sophie Lellouche (2012)
- Le capital, regia di Costa-Gavras (2012)
- Il paradiso degli orchi (Au bonheur des ogres), regia di Nicolas Bary (2013)
- Prêt à tout, regia di Nicolas Cuche (2014)
- Connasse, princesse des cœurs, regia di Éloïse Lang e Noémie Saglio (2015)
- Baby Phone, regia di Olivier Casas (2017)
- L'hotel degli amori smarriti (Chambre 212), regia di Christophe Honoré (2019)
- Chiamate un dottore! (Docteur?), regia di Tristan Séguéla (2019)
- Joyeuse retraite!, regia di Fabrice Bracq (2019)
- Due agenti molto speciali 2 (Loin du périph), regia di Louis Leterrier (2022)
- Little Girl Blue, regia di Mona Achache (2023)

### Televisione
- Anna, giorno dopo giorno (Anne, jour après jour) – serie TV, 8 episodi (1976)
- Sweet Revenge - film TV (1990)
- Il commissario Maigret (Maigret) – serie TV, episodi 4x04-14x04 (1994-2004)
- Suspectes, regia di Laurent Dussaux – miniserie TV, 7 puntate (2007)
- Saint Tropez (Sous le soleil) – serial TV, 150 puntate (1996-2008)
- Domani mi sposo (Demain, je me marie) – film TV (2010)
- Les invincibles – serie TV, 6 episodi (2010-2011)
- Le secret d'Elise, regia di Alexandre Laurent – miniserie TV (2015)
- Mes chers disparus, regia di Stéphane Kappes - miniserie TV (2015)
- Bella è la vita (Plus belle la vie) – serie TV, 16 episodi (2020-2021)
- Nina – serie TV, 49 episodi (2015-2021)
- Profumo (Parfum) – serie TV, episodio 1x02 (2018)
- Delitti ai Tropici (Tropiques criminels) – serie TV, episodio 1x03 (2019)
- The Intern (La Stagiaire) – serie TV, episodio 9x03 (2024)
- The Walking Dead: Daryl Dixon – serie TV, episodio 2x04 (2024)